# 维约
维约（法語：Vieux，法語發音：[vjø] ⓘ）是法国卡尔瓦多斯省的一个市镇，属于卡昂区。

## 地理
维约（49°6'27"N, 0°26'1"W）面积5.5 平方千米，位于法国诺曼底大区卡爾瓦多斯省，该省份为法国西北部沿海省份，北濒大西洋英吉利海峡，东北与滨海塞纳省以海上边界相接，东临厄尔省，南至奧恩省，西与芒什省接壤。
与维约接壤的市镇（或旧市镇、城区）包括：奥恩河畔阿马耶、阿沃奈、埃凯圣母村、弗格罗勒-比利、方丹埃图普富尔、马尔托。

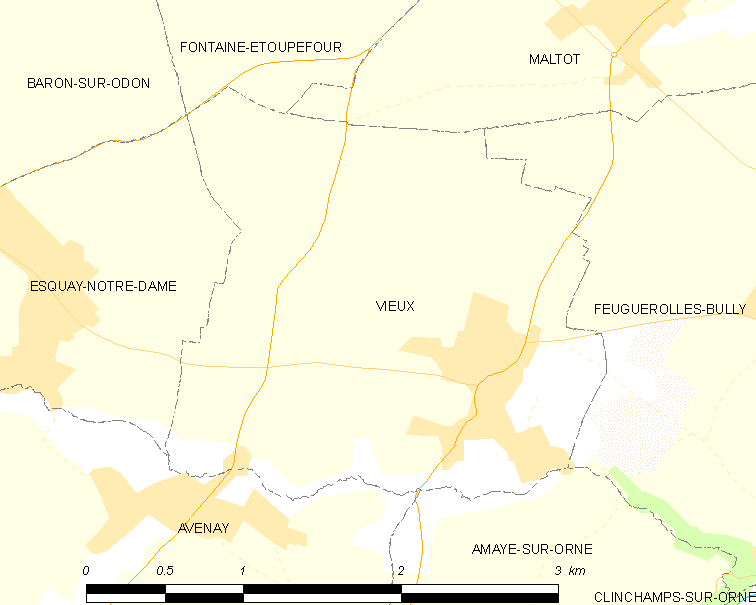
维约的OSM定位图

维约的时区为UTC+01:00、UTC+02:00（夏令时）。

## 行政
维约的邮政编码为14930，INSEE市镇编码为14747。

## 政治
维约所属的省级选区为埃夫勒西县。

## 人口

1962-2008年间维约人口变化图示

维约于2022年1月1日时的人口数量为710人。